# Albices

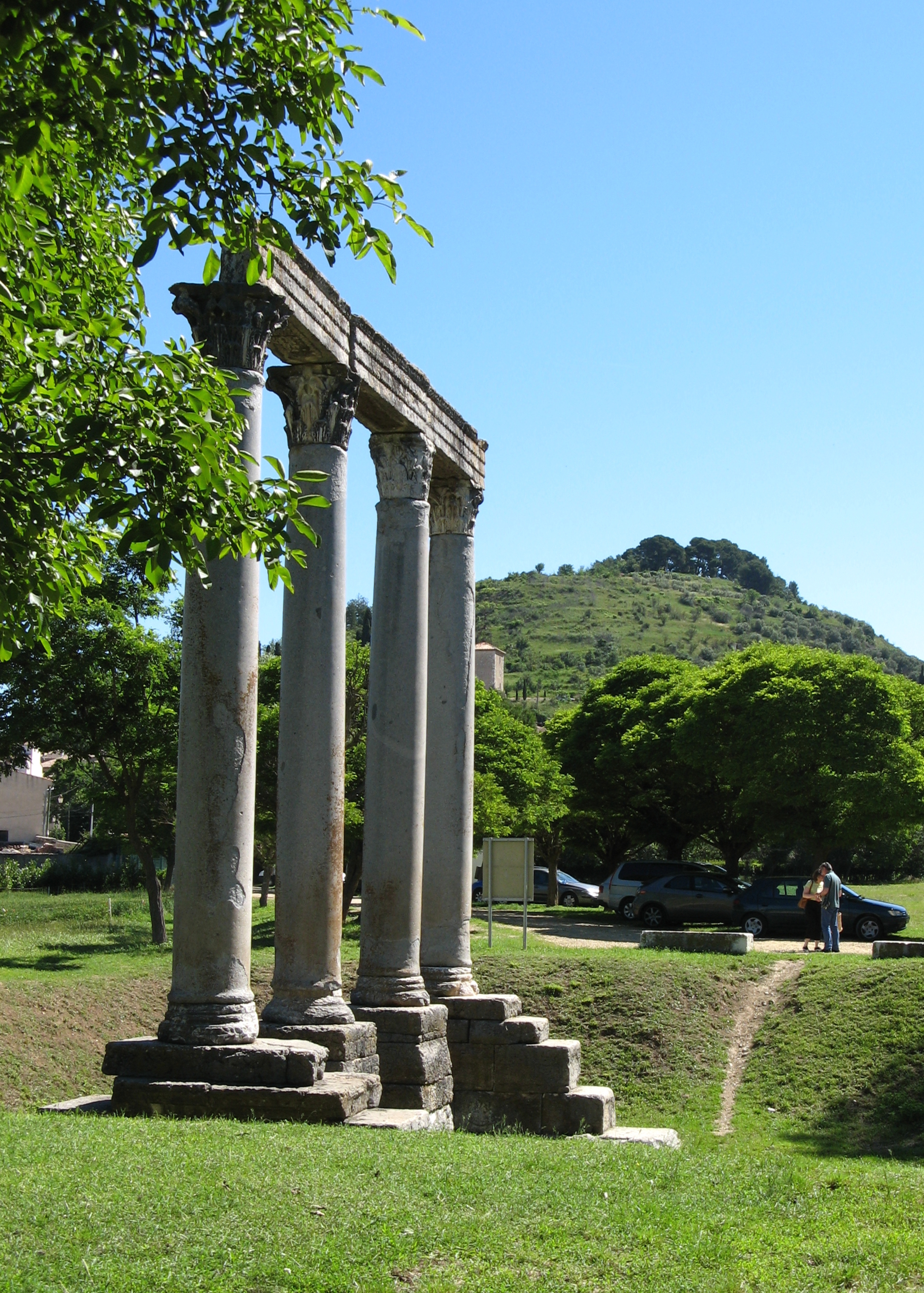
Colonnes du temple d'Apollon à Riez, capitale des Albices.

Les Albices sont une fédération de peuples alpins de l'Antiquité pré-romaine, qui occupait une partie de l'actuel département des Alpes-de-Haute-Provence. 

## Traces historiques
Les peuples albices sont mal connus pour certains, mais ont laissé leur trace dans l'Histoire à plusieurs reprises : Jules César les cite dans son récit de l'attaque de Marseille : « En outre, les Albices faisaient de fréquentes sorties, et lançaient des feux sur la terrasse et les tours : nos soldats les repoussaient aisément, et les rejetaient dans la ville, après leur avoir fait essuyer de grandes pertes. » (Extrait de César, Commentaires sur la guerre civile, livre II.)
Leurs noms figurent sur le Trophée d'Auguste, implanté à La Turbie (Alpes-Maritimes), érigé en l'honneur de cet empereur qui brisa leur résistance et les inclut dans l'Empire romain.

## Une fédération de peuples
Parmi les différents peuples ou tribus se trouvaient : les Reii (Riez, capitale de la fédération), les Seneii (Senez), les Bledontici (vallée de la Bléone, Digne-les-Bains), les Edunates (vallée de l'Ubaye ?), les Vergunii (Vergons et sa vallée)… D'autres peuples ne sont pas formellement localisés par les historiens mais feraient également partie des Albices : les Galitae (Allos), les Veamini (peut-être à Thorame), etc.
À noter : le nom de ces peuples peut varier, notamment lorsqu'on les francise.